# Forças Armadas Austro-Húngaras
As Forças Armadas Austro-Húngaras (em alemão: Bewaffnete Macht ou Wehrmacht; em húngaro: Fegyveres Erő) ou Forças Armadas Imperiais e Reais eram as forças militares da Áustria-Hungria . Compreende dois ramos principais: O Exército (Landstreitkräfte) e a Marinha (Kriegsmarine). Ambos organizaram seus próprios ramos de aviação – as Tropas de Aviação do Exército (K.u.K. Luftfahrtruppen) e a Aviação Naval da Marinha (K.u.K. Seefliegerkorps). O Exército, por sua vez, consistia em três ramos próprios: O Exército Comum (Gemeinsame Armee), o Landwehr Imperial e Real (Kaiserlich-königliche Landwehr) e o Honvéd Real Húngaro (Königlich ungarische Landwehr).
O Comandante Supremo das Forças Armadas era o Imperador-Rei, o líder profissional era o Chefe do Estado-Maior General e o chefe do Ministério conjunto para assuntos militares era o Ministro da Guerra.
As Forças Armadas serviram como uma das principais instituições unificadoras do Império e o principal instrumento para a defesa nacional, bem como projeção de poder externo. A história do exército austro-húngaro começa quando os Habsburgos estabeleceram o governo hereditário sobre as terras austríacas no século XIII e se estende até a queda dos Habsburgos, no final da Primeira Guerra Mundial, período em que seus exércitos estavam entre os maiores e mais significativos da Europa. Embora não tão poderoso quanto alguns de seus contemporâneos, a escala, os recursos, a organização, a tecnologia e o treinamento do exército austro-húngaro foram um dos fatores centrais que determinaram a concessão do status de "grande potência" ao império durante grande parte do século XIX e início do século XX.

## Administração e organização
O Exército Austro-Húngaro era dividido principalmente em dois serviços principais, sob a alçada máxima do Ministro da Guerra: 
- Exército Austro-Húngaro
- Marinha Austro-Húngara
- Tropas de Aviação Austro-Húngaras

O próprio Ministério da Guerra serviu como um dos poucos ministérios "comuns" com jurisdição em todo o Império e sobre o qual o governo imperial, ao contrário dos governos austríaco ou húngaro, tinha controle local. O comando de grandes forças "nacionais" – as unidades Landwehr, que desempenhavam funções análogas às forças da Guarda Nacional nos Estados Unidos – era, no entanto, controlado pelos Ministérios da Defesa locais, tanto na Áustria quanto na Hungria. Dentro do Ministério da Guerra, a Marinha gozava de considerável autonomia por meio da Seção Naval, com seu próprio estado-maior e quartel-general, enquanto o próprio Ministério se concentrava mais no comando do quartel-general e em funções administrativas que restringiam o controle operacional de seus respectivos serviços. 
Embora nominal, a organização central que gerenciava as capacidades militares do Império, o Ministério da Guerra não era responsável não apenas pelas grandes forças de milícias estaduais em tempos de paz, mas também por uma série de organizações, como o Evidenzbureau, cuja competência era do Ministério das Relações Exteriores. A organização de unidades e forças entre uma infinidade de comandos e órgãos diferentes teve o efeito de incutir uma série de culturas organizacionais, dispersando responsabilidades, criando competição entre agências, falhando em desenvolver eficiências interorganizacionais e significando que nenhum órgão tinha controle geral sobre todas as forças militares abaixo do Imperador na preparação para a guerra. 
Abaixo do Ministro da Guerra, estados-maiores e comandantes-em-chefes distintos supervisionavam o treinamento, o planejamento e as operações de seus respectivos ramos de serviço. Em termos de Exército, em 1914, ele estava dividido em 16 Distritos Militares, compreendendo 325.000 soldados ativos em todos os níveis, além de 40.000 soldados do Landwehr austríaco e 30.000 soldados do Honved húngaro. 
A Marinha Austro-Húngara mantinha uma série de instalações navais no Adriático, a mais importante delas em Pola, e possuía cerca de três navios de guerra modernos da classe dreadnought em 1914, bem como três pré-dreadnoughts modernos e nove navios de guerra mais antigos e uma variedade de outras embarcações, incluindo cruzadores, contratorpedeiros e submarinos em vários estados de prontidão para combate. 
A força aérea austro-húngara permaneceu embrionária em 1914, com alguns aviões construídos na Alemanha tendo sido adicionados ao serviço de balões do Exército em 1913, mas viu uma expansão significativa durante os primeiros anos da guerra. 

## História e operações

### Origens
O exército austro-húngaro era descendente direto das forças militares das seções dos Habsburgos do Sacro Império Romano-Germânico do século XIII e do estado sucessor que foi o Império Austríaco a partir de 1804. Por 200 anos, as forças dos Habsburgos ou austríacas formaram uma principal força militar oposta às repetidas campanhas otomanas na Europa, com as forças otomanas sendo detidas em batalhas ao redor de Viena, que foi sitiada duas vezes, em 1529 e novamente em 1683. O conde Ernst Rüdiger von Starhemberg, comandando tropas na cidade, rompeu o cerco em 1683 com a ajuda de forças alemãs e polonesas sob o rei da Polônia, João III Sobieski, e empurrou os exércitos otomanos sitiantes em direção aos Bálcãs, encerrando seus novos compromissos na Europa Central. 
O príncipe Eugênio de Saboia, após um breve ataque à Bósnia sob domínio otomano, culminando no saque de Sarajevo em 1697, retornou a Viena em novembro para uma recepção triunfal.  Em coordenação com o duque de Marlborough, o príncipe de Saboia obteve uma série de vitórias sobre Luís XIV na Guerra da Sucessão Espanhola (1701-14). As guerras travadas com a Prússia de Frederico, o Grande, sobre a Silésia em 1740-48 (a Guerra da Sucessão Austríaca) e 1756-63 foram menos bem-sucedidas, embora a Áustria ainda pudesse se manter como potência contestadora e não fosse dividida como a Polônia em 1795, nem sofresse grandes perdas como a França em 1763. O potencial militar da monarquia durante o século XVIII era limitado pela dependência do imperador das Dietas provinciais para recrutas e receitas fiscais, enquanto os nobres das terras imperiais que controlavam o campesinato escravizado não tinham obrigação fixa de fornecer soldados aos Habsburgos. 
A Áustria foi proeminente nas coalizões que tentaram conter Napoleão, mas foi derrotada em 1800, novamente em 1805, quando Napoleão ocupou Viena após a Batalha de Austerlitz, e finalmente após a sangrenta Batalha de Wagram em 1809, apesar de infligir a Napoleão a sua primeira grande derrota em Aspern-Essling. A Áustria ainda se juntou à campanha final, resultando na derrota de Napoleão em 1814. Um ano depois, a Áustria esmagou o Reino de Nápoles, pró-napoleônico, na Guerra Napolitana. 
De 1815 a 1848, a Áustria viveu uma era bastante pacífica, lançando apenas duas expedições navais bem-sucedidas (Expedição Austríaca contra Marrocos (1829) e Crise Oriental de 1840) e reprimindo pequenas rebeliões. 
Os exércitos demonstraram sua lealdade à monarquia em 1848 e 1849, suprimindo os regimes revolucionários que haviam tomado o poder em Viena, Budapeste, Milão e Praga. Em 1859, a Áustria foi provocada à guerra com o Piemonte e sua apoiadora, a França de Napoleão III. A Guerra Austro-Piemontesa durou apenas três meses, mas ambos os lados mobilizaram grandes exércitos. Os austríacos foram derrotados após combates acirrados em Magenta e Solferino, com o jovem Imperador Francisco José assumindo o comando pessoal durante a Batalha de Solferino. 
A Segunda Guerra de Schleswig seguinte, com a Prússia contra a Dinamarca, foi mais bem-sucedida, vencendo as batalhas de Königshügel, Sankelmark e Vejle, quebrando assim o bloqueio dinamarquês. No entanto, a Prússia estabeleceu seu domínio sobre outros estados alemães por sua vitória sobre a Áustria na Guerra das Sete Semanas em 1866. A batalha crítica foi travada em Königgrätz (Hradec Králové na atual República Tcheca). Os austríacos, armados com rifles de carregamento pela boca, sofreram 20.000 baixas e 20.000 prisioneiros. A batalha ofuscou as vitórias da Áustria sobre os aliados italianos da Prússia em Custoza e na Batalha naval de Lissa (Vis), na costa da Dalmácia, na qual uma frota austríaca menor de navios de guerra superou os italianos, abalroando-os. Após o fim da Guerra das Sete Semanas, a Áustria experimentou cinquenta anos de paz até a Primeira Guerra Mundial eclodir em 1914. 

### 1867–1914
A criação da Áustria-Hungria sob o Compromisso (Ausgleich) de 1867 separou o Império em governos independentes, austríaco e húngaro. Apenas o exército, as relações exteriores e questões orçamentárias relacionadas permaneceram com o imperador, que detinha o comando supremo de todas as forças em tempos de guerra. Uma nova lei do exército decretou o recrutamento universal de três anos, seguido por uma obrigação de reserva de dez anos. Na prática, apenas cerca de um em cada cinco daqueles passíveis de serviço foram convocados, e muitos foram enviados em licença após dois anos. O exército da Áustria-Hungria tem sido descrito como um estado dentro de um estado. Em um império de dez nacionalidades e cinco religiões, marcado por conflitos étnicos e fortes divisões políticas e econômicas, o exército formava o único vínculo real entre os súditos do imperador e o único instrumento através do qual a lealdade a ele poderia encontrar expressão. 
No entanto, a Áustria-Hungria dava a impressão de ser uma nação altamente militarizada. De acordo com o historiador britânico Edward Crankshaw, que observou que não apenas o imperador, mas a maioria dos homens da alta sociedade nunca usava roupas civis, exceto para caçar. Regimentos selecionados do exército estavam esplendidamente equipados, mas, com algumas exceções dedicadas, os oficiais, tão magníficos no campo de parada, "recuavam... diante do arbitramento de armas como de um abismo profano". Na realidade, os gastos militares austro-húngaros permaneceram os mais baixos entre as grandes potências. Uma parcela maior do seu PIB destinava-se ao vinho, à cerveja e ao tabaco do que às forças armadas. 
Os regimentos eram organizados de acordo com linhas linguísticas, embora o alemão fosse a língua de comando. Fatores étnicos não impediam o recrutamento de oficiais não alemães para o corpo de oficiais ou sua promoção regular. Húngaros, croatas, sérvios, poloneses, italianos, tchecos, eslovenos e romenos ocupavam cargos de chefia. Nas unidades de maior prestígio, a maioria dos oficiais de campanha devia suas patentes ao nascimento ou à riqueza. Em 1900, a maioria dos oficiais do exército austro-húngaro era formada por falantes nativos de alemão, embora apenas um quarto da população total do império falasse alemão. 
Durante o final do século XIX e início do século XX, antes da Primeira Guerra Mundial, o Exército Austro-Húngaro passou por um processo de modernização em todas as suas forças, em termos de treinamento, equipamento e doutrina, embora muitas tradições e práticas antigas permanecessem em vigor. Como resultado dos esforços do chefe do Estado-Maior Montecuccoli e do herdeiro do trono, Francisco Ferdinando, a Marinha passou por uma modernização considerável com a entrada em serviço de várias novas unidades, especificamente três navios de guerra modernos, entregues em 1914. O exército também passou por uma modernização gradual e constante, mas manteve um compromisso pouco saudável com a guerra de fortalezas, como evidenciado pela concentração em peças de artilharia gigantes e na construção de fortificações ao longo da fronteira oriental do império. Embora às vezes considerado fantasioso e sem noção das realidades enfrentadas pelas forças à sua disposição, como chefe do Estado-Maior, Conrad garantiu que o exército permanecesse vigilante e que o planejamento para a guerra estivesse em estágio avançado em 1914, embora tenha sido argumentado que a reorganização e a redistribuição deveriam ter sido abrangentes após o caso Redl. 
Durante o período de 1867 a 1914, as forças austro-húngaras estiveram estacionadas em diversas missões nacionais e internacionais. Embora o império não demonstrasse aspirações coloniais, as incursões no exterior incluíram a ocupação militar da Bósnia e Herzegovina, o Novi Pazar, a expedição a Creta e o envolvimento na Rebelião dos Boxers. 

### 1914–1918
No início da guerra, o exército estava dividido em dois: a parte menor atacou a Sérvia, enquanto a maior lutou contra o enorme exército russo. A invasão da Sérvia em 1914 foi um desastre. Ao final do ano, o Exército Austro-Húngaro não havia conquistado nenhum território e havia perdido 227.000 homens (de uma força total de 450.000 homens); veja Campanha Sérvia (Primeira Guerra Mundial). 
Na frente oriental, as coisas começaram igualmente mal. O Exército Austro-Húngaro foi derrotado na Batalha de Lemberg e a poderosa cidade-fortaleza de Przemysl foi sitiada (que cairia em março de 1915). 
Em maio de 1915, a Itália juntou-se aos Aliados e atacou a Áustria-Hungria. Os combates sangrentos na frente italiana durariam os três anos e meio seguintes, culminando com uma derrota decisiva das forças dos Habsburgos e levando ao colapso do império. Os austríacos frequentemente se mostravam eficazes nessa frente, conseguindo conter os exércitos italianos, numericamente superiores, nos Alpes, graças à artilharia superior e à vantagem do terreno. 
No verão, o Exército Austro-Húngaro, trabalhando sob um comando unificado com os alemães, participou da bem-sucedida Ofensiva Gorlice–Tarnow. 
Mais tarde, em 1915, o Exército Austro-Húngaro, em conjunto com os exércitos Alemão e Búlgaro, conquistou a Sérvia. 
Em 1916, os russos concentraram seus ataques contra o Exército Austro-Húngaro na Ofensiva Brusilov, reconhecendo a inferioridade numérica do Exército Austro-Húngaro. Os exércitos austríacos sofreram perdas massivas (cerca de 600.000 homens) e nunca se recuperaram. As enormes perdas de homens e materiais infligidas aos russos durante a ofensiva contribuíram significativamente para as causas da Revolução Comunista de 1917. O esforço de guerra austro-húngaro tornou-se cada vez mais subordinado à direção dos planejadores alemães, assim como aconteceu com os soldados comuns. Os austríacos viam o exército alemão de forma positiva, mas em 1916 a crença geral na Alemanha era de que eles estavam "acorrentados a um cadáver". A escassez de suprimentos, o baixo moral e a alta taxa de baixas afetaram seriamente as capacidades operacionais do exército, bem como o fato de o exército ser de múltiplas etnias, todas com diferentes raças, línguas e costumes. 
Os dois últimos sucessos dos austríacos: a Conquista da Romênia e a Ofensiva de Caporetto, foram operações com o auxílio dos alemães. Como o império se tornou cada vez mais dependente da ajuda alemã, a maioria de sua população, não de etnia húngara ou austríaca, tomou conhecimento da desestabilização do império. 

## Avaliação
Embora o desempenho nos meses iniciais da guerra contra a Sérvia e a Rússia seja frequentemente visto como fraco, as forças austro-húngaras não foram ajudadas pela divisão interna e indecisão entre o alto comando do exército e pela posse pelas forças sérvias e russas de versões altamente detalhadas dos planos de guerra austro-húngaros. No geral, durante o maior desdobramento militar - a Primeira Guerra Mundial - e apesar dos medos persistentes de deslealdade e divisão entre as muitas nacionalidades do Império, as forças da Áustria-Hungria devem ser vistas como tendo um desempenho amplamente competente até o fim político no final de 1918. As forças imperiais tiveram um desempenho com grande proficiência - o Raid de Otranto, Caporetto, a campanha romena e a defesa obstinada do Isonzo; e com efeito terrível - a campanha sérvia de 1914, a Campanha da Galícia, a Ofensiva Brusilov, a Batalha de Monte Grappa, a primeira e segunda batalhas do Rio Piave, Vittorio Veneto; bem como em uma variedade de padrões intermediários. No final, e com muito apoio alemão, as forças armadas imperiais se mantiveram firmes, e sem muitas deserções em larga escala entre os que eram vistos como elementos "suspeitos" da população, até os últimos dias da guerra, quando a dissidência política interna levou a derrotas em larga escala tanto na frente quanto no mar, quando a guerra estava chegando ao fim. 

## Legado
Algumas das tradições do antigo Exército Austro-Húngaro continuam a ser mantidas no moderno Exército Austríaco. Por exemplo, o regimento mais famoso do Bundesheer é o "Hoch und Deutschmeister Regiment [de]", agora conhecido como Jägerregiment Wien [de] baseado no "Maria Theresien Kaserne", em homenagem à Imperatriz Maria Teresa da Áustria. Muitos outros regimentos do Bundesheer continuam as tradições dos famosos regimentos austro-húngaros, como o "Kaiserjäger", o "Rainer", etc. 

## Galeria

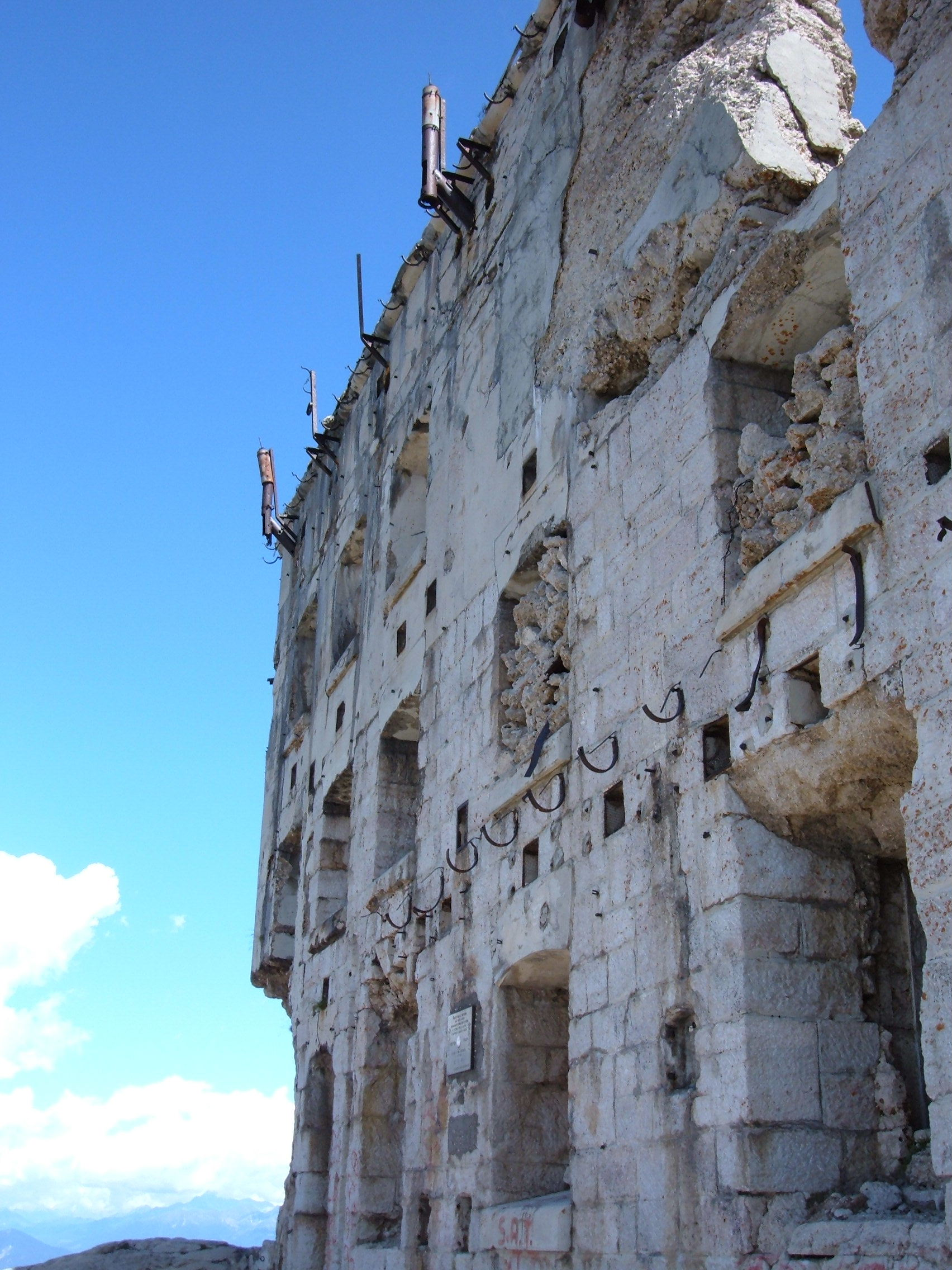
Forte Vezzena
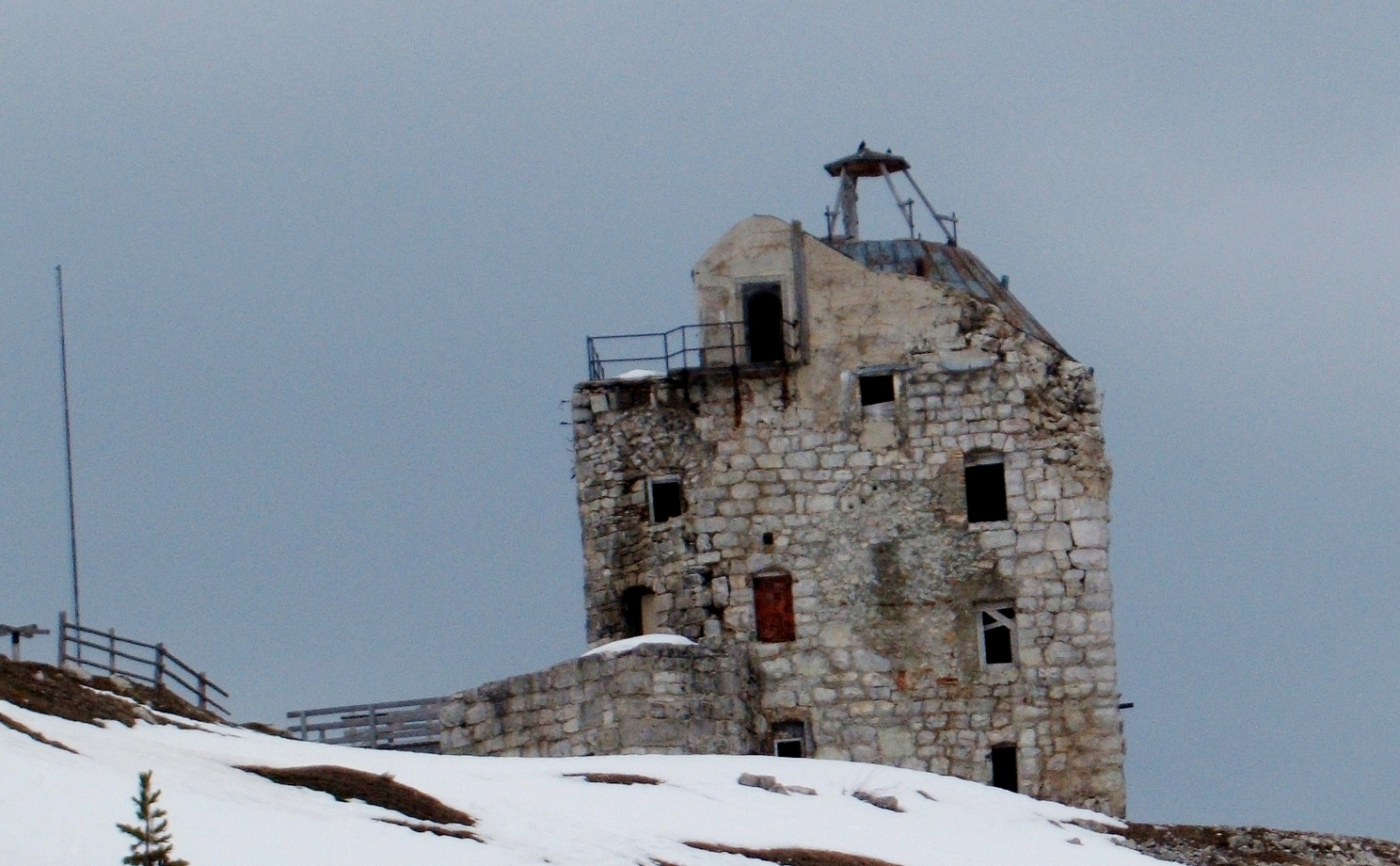
Fort Prato Piazza
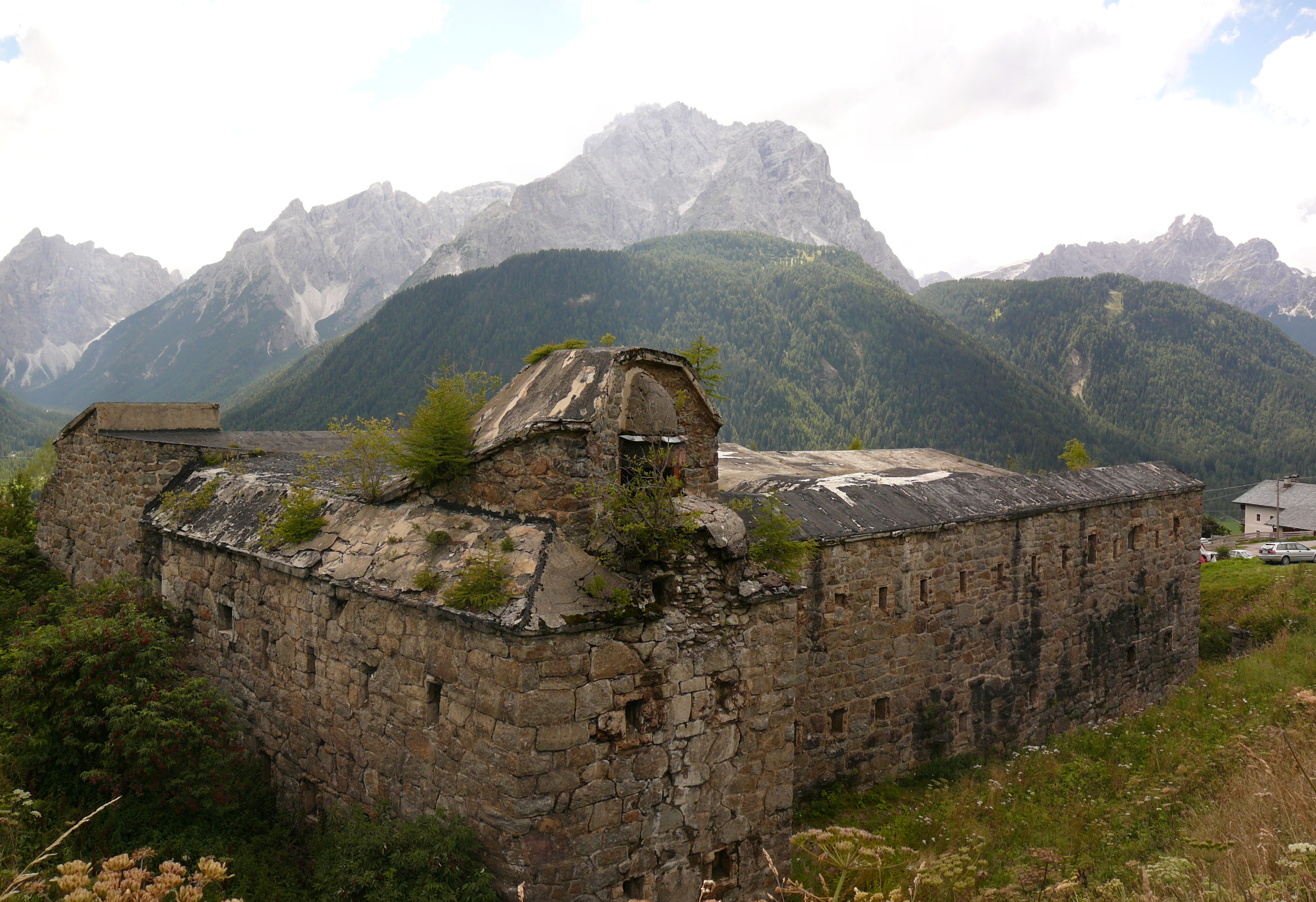
Forte Mitterberga
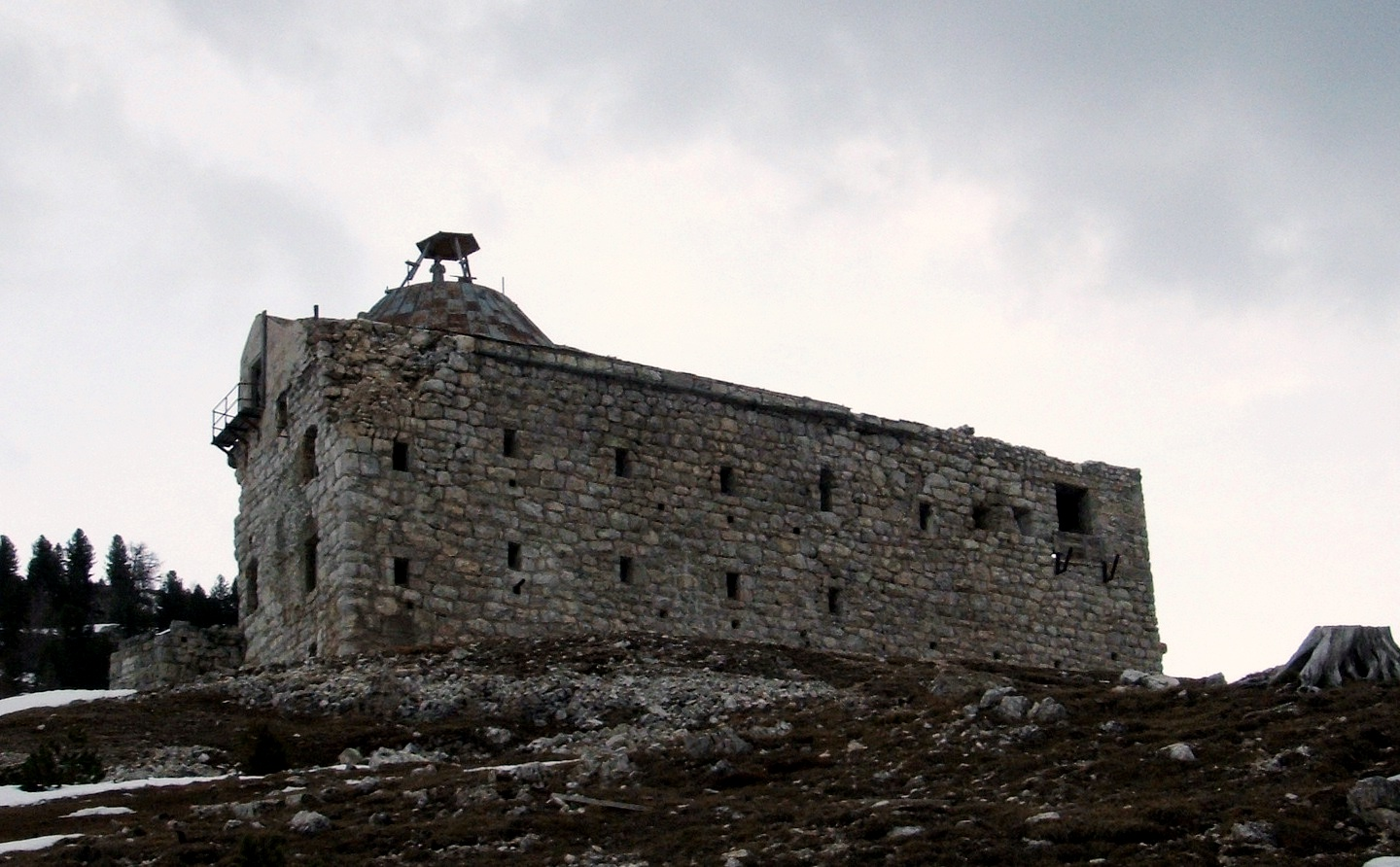
Fort Prato Piazza
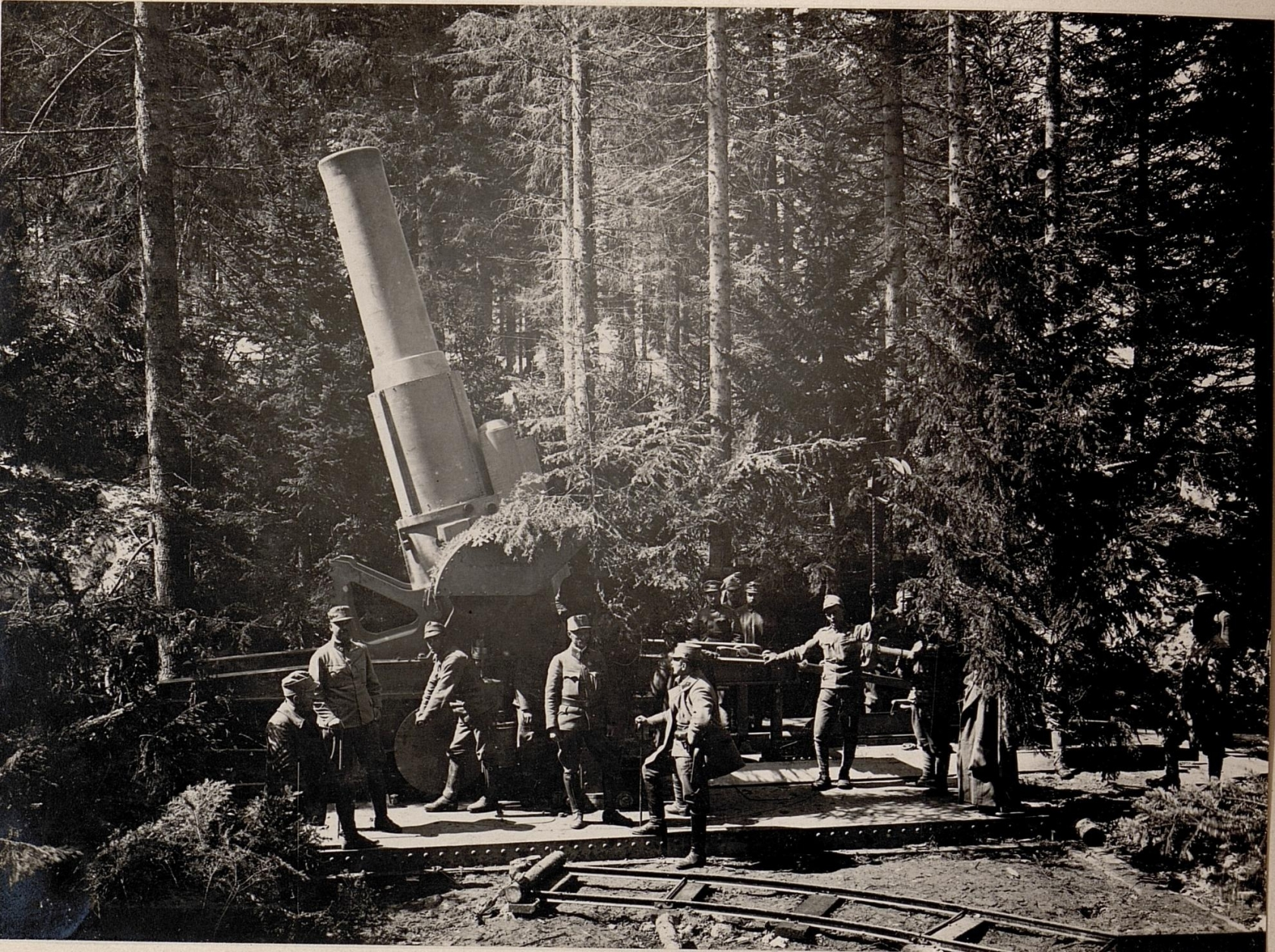
Obus Belagerungshaubitze M 16 de 38 cm em ação
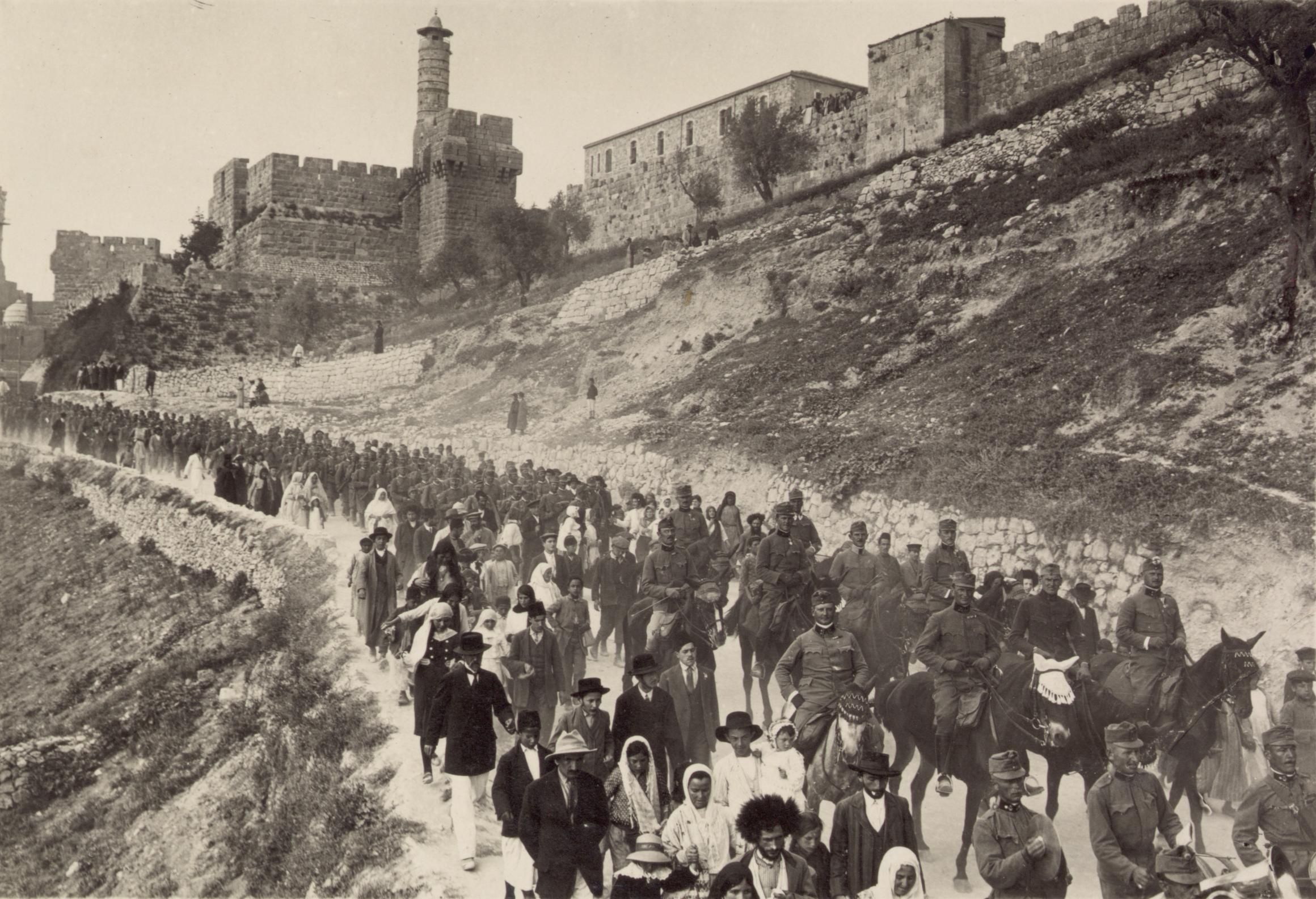
Tropas austro-húngaras deixando Jerusalém, 1916
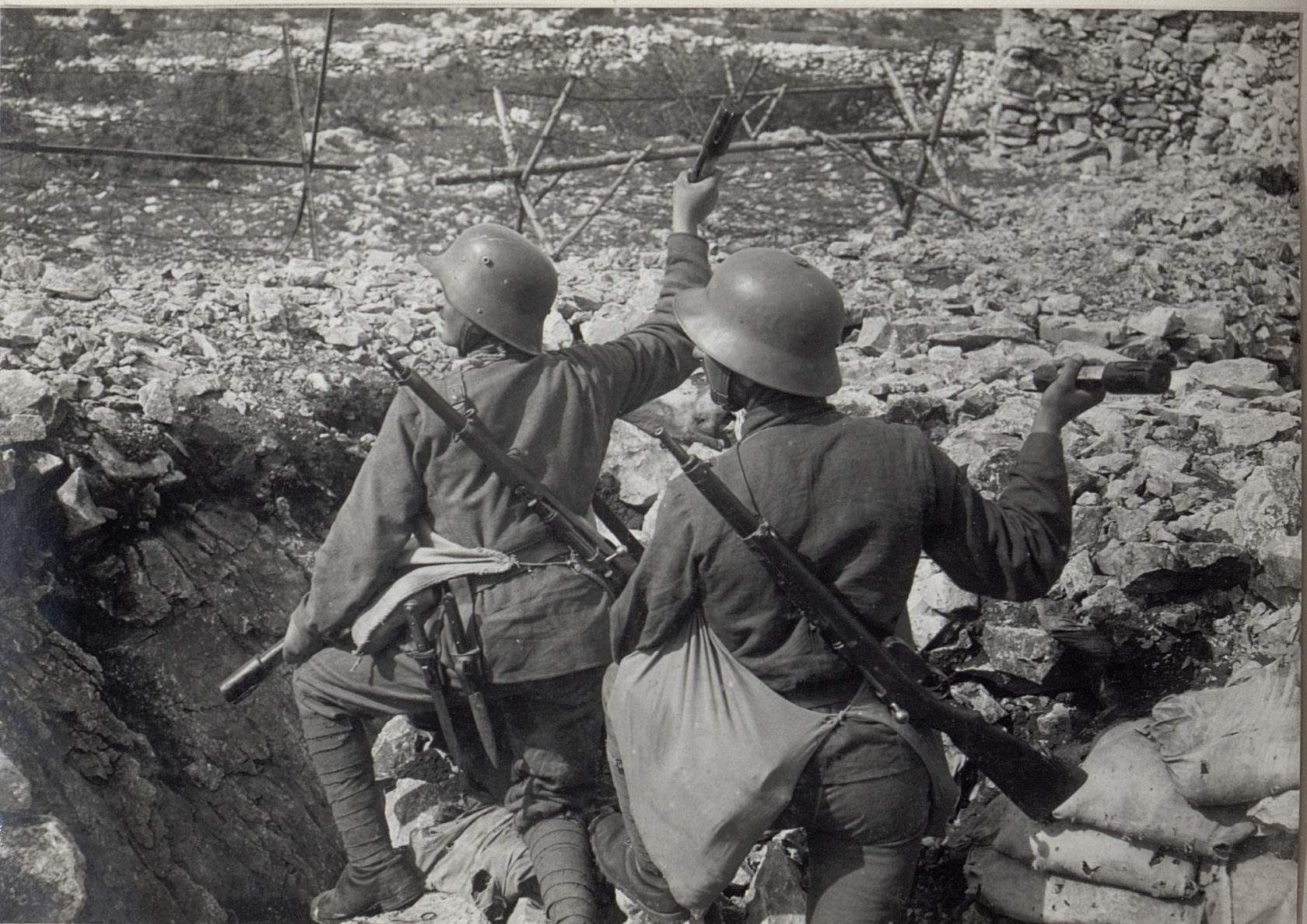
Tropas austro-húngaras em ação, 1917
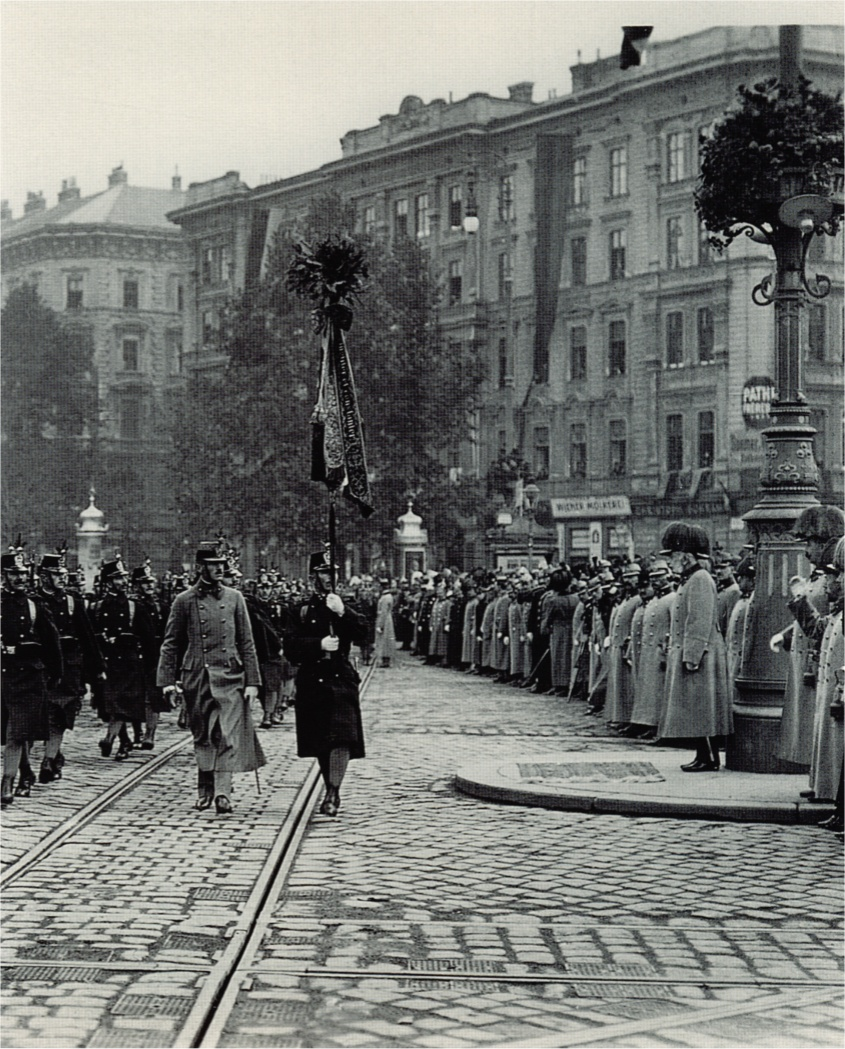
A infantaria austro-húngara marcha diante do imperador Francisco José I no centenário da Batalha de Leipzig, 1813
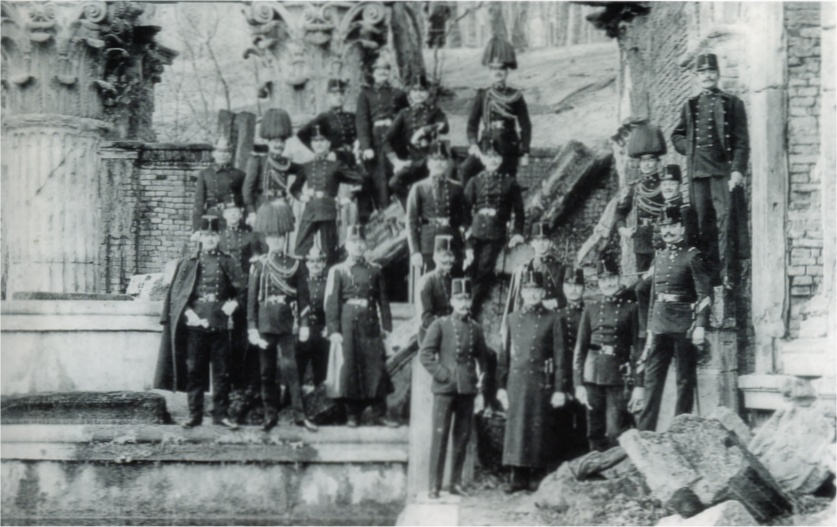
A Guarda Imperial posando em Schönbrunn
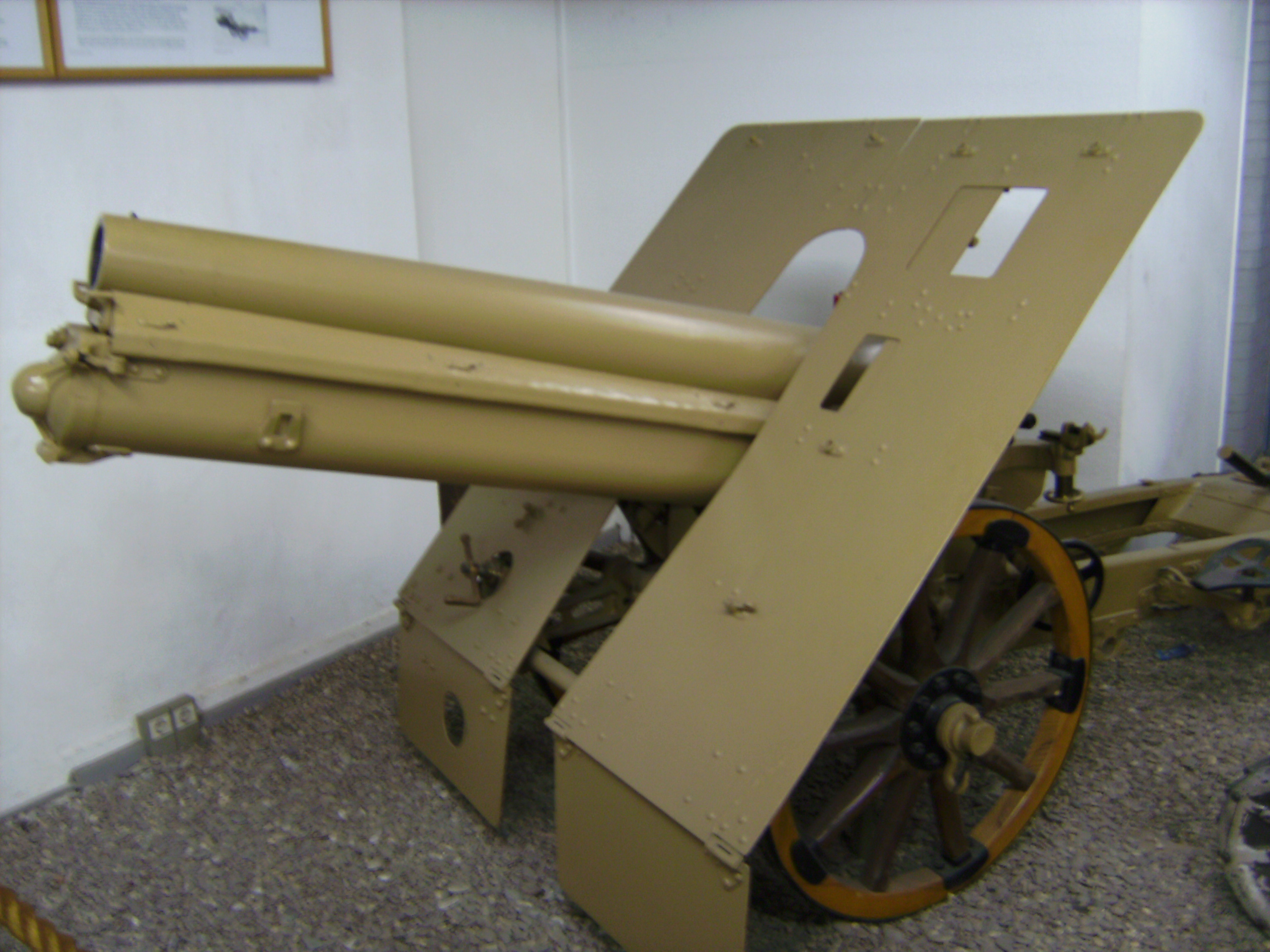
Skoda 100mm
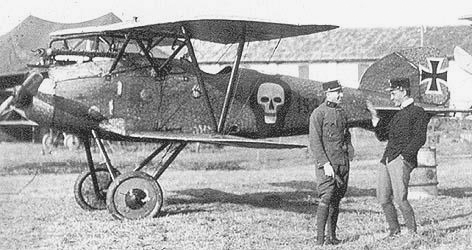
Avião de caça austro-húngaro da Primeira Guerra Mundial
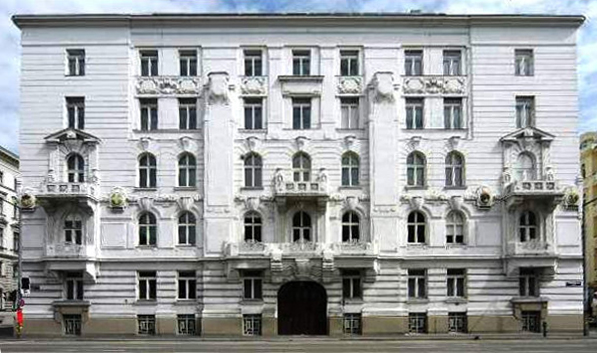
Seção Naval do Quartel-General do Ministério da Guerra
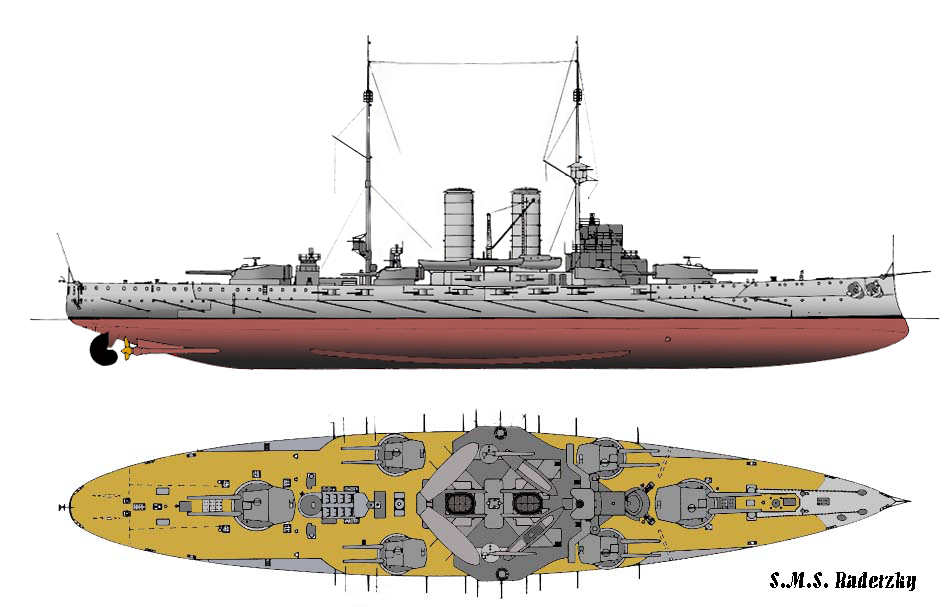
Pré-dreadnought classe Radetzky
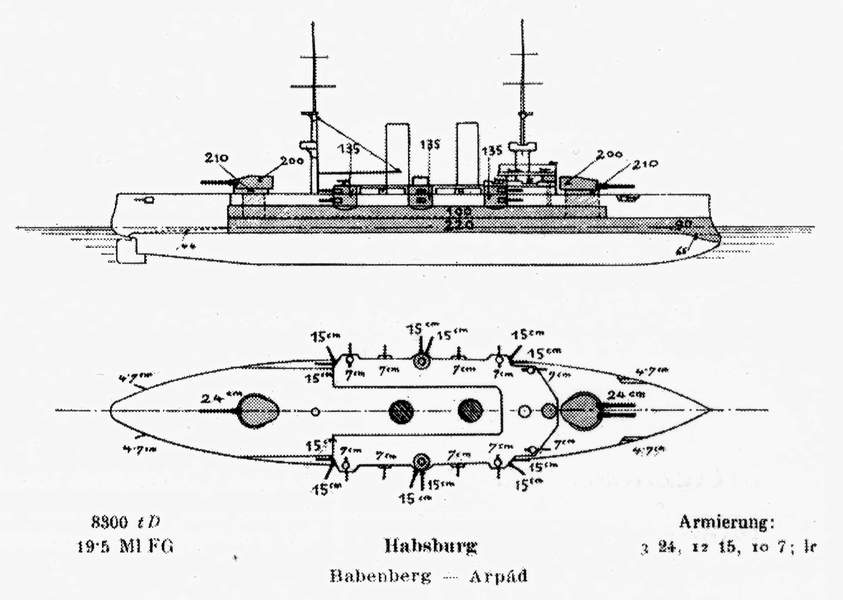
Pré-dreadnought da classe Habsburg
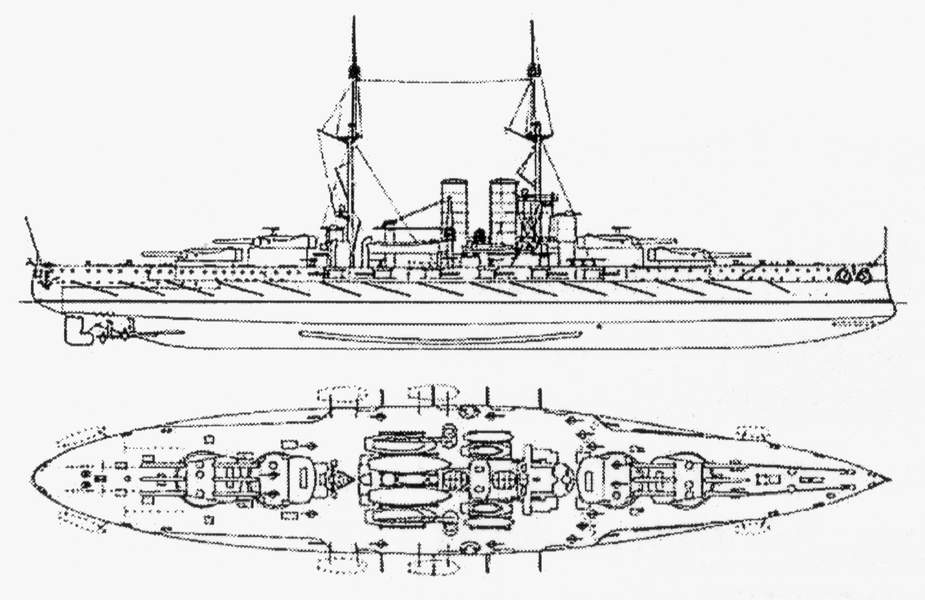
Dreadnought classe Viribus Unitis
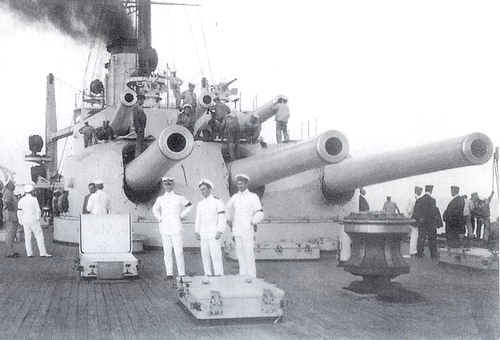
Torres do SMS Tegetthoff